# Classe City (guerre des mines)
Pour les articles homonymes, voir Classe City.
La classe City est un modèle de navire de guerre des mines des marines de Belgique et des Pays-Bas. Elle a vocation à remplacer la classe Tripartite à partir de 2024. Chacun des deux pays a commandé six navires au consortium français Naval Group / ECA Group qui confie la construction à sa filiale Kership Lorient, à Piriou dans son chantier de Concarneau, et à ATG dans son chantier de Giurgiu en Roumanie.
Les navires disposent de systèmes sans pilote, notamment des drones de surface, aériens et sous-marins, ainsi que de sonars remorqués et de véhicules sous-marin téléopéré (acronyme ROV en anglais) d'identification et de neutralisation des mines.
Les navires portent le nom de villes belges et néerlandaises.

## Conception et développement
Au printemps 2018, les marines belge et néerlandaise ont signé un protocole d'accord pour la construction et le financement communs des navires. Le cahier des charges adopte une nouvelle approche de la guerre des mines : au lieu de déminer directement depuis le navire, celui-ci utilise des systèmes sans pilote pour le faire à distance.
Les différents candidats pour la construction étaient :
- Le consortium composé des constructeurs navals français STX France et Socarenam ainsi que du belge EDR[2]et Thales [3]
- Le consortium Naval Group / ECA Group[4](devenu Exail en 2022[5])
- Le consortium belgo-néerlandais Imtech Belgium / Damen Group[4]

Le contrat a été remporté par Naval Group / ECA Group le 15 mars 2019.

## Construction
Une première cérémonie de découpe de la coque du premier navire pour la Marine belge a eu lieu le 19 juillet 2021, la quille étant posée le 30 novembre 2021. La livraison du premier navire à la Marine belge est prévue en 2024 et à la Marine royale néerlandaise en 2025. La construction du premier navire de la marine néerlandaise a démarré le 4 mars 2022 avec une cérémonie de découpe de l'acier. La quille a été posée le 14 juin 2022.

## Liste des navires de la classe

### Belgique
La Belgique a donné son feu vert pour démarrer l'acquisition le 26 janvier 2018 et a approuvé un budget de 1,1 milliard d'euros pour les six navires belges. Outre les chasseurs de mines de la classe Tripartite, les navires remplaceront également le navire de soutien logistique  Godetia.
| indicatif visuel | Nom       | Constructeur               | Pose de la quille | Lancement      | Livraison prévisionnelle | État d'avancement                                                                       |
| ---------------- | --------- | -------------------------- | ----------------- | -------------- | ------------------------ | --------------------------------------------------------------------------------------- |
| M940             | Oostende  | Piriou, Concarneau, France | 30 novembre 2021  | 29 mars 2023   | 2025                     | En essais depuis le 17 mai 2024, reçoit ses systèmes de combat à partir de février 2025 |
| M941             | Tournai   | Piriou, Concarneau, France | 29 mars 2023      | 2 juillet 2024 | 2026                     | En cours de construction                                                                |
| M942             | Brugge    | Piriou, Concarneau, France |                   |                | 2026                     |                                                                                         |
| M943             | Liège     | Piriou, Concarneau, France |                   |                | 2027                     |                                                                                         |
| M944             | Antwerpen | Piriou, Concarneau, France |                   |                | 2028                     |                                                                                         |
| M945             | Rochefort | Piriou, Concarneau, France |                   |                | 2029                     |                                                                                         |

### Pays-Bas
| indicatif visuel | Nom          | Constructeur                                                                         | Pose de la quille | Lancement       | Livraison prévisionnelle | Etat d'avancement        |
| ---------------- | ------------ | ------------------------------------------------------------------------------------ | ----------------- | --------------- | ------------------------ | ------------------------ |
| M 840            | Vlissingen   | Kership, Lorient, France (coque) Piriou, Concarneau, France (aménagement)            | 14 juin 2022      | 19 octobre 2023 | 2025                     | En construction          |
| M 841            | Scheveningen | Chantier naval ATG, Giurgiu, Roumanie (coque) Kership, Lorient, France (aménagement) | 19 juillet 2023   |                 | 2026                     | En cours de construction |
| M 842            | IJmuiden     | Chantier naval ATG, Giurgiu, Roumanie (coque) Kership, Lorient, France (aménagement) |                   |                 | 2027                     |                          |
| M 843            | Harlingen    | Chantier naval ATG, Giurgiu, Roumanie (coque) Kership, Lorient, France (aménagement) |                   |                 | 2028                     |                          |
| M 844            | Delfzijl     | Chantier naval ATG, Giurgiu, Roumanie (coque) Kership, Lorient, France (aménagement) |                   |                 | 2028                     |                          |
| M 845            | Schiedam     | Chantier naval ATG, Giurgiu, Roumanie (coque) Kership, Lorient, France (aménagement) |                   |                 | 2030                     |                          |

|                                                        |
| Le M840 Vlissingen en cours d'aménagement à Concarneau |

|                                                      |
| Le M940 Oostende en cours d'aménagement à Concarneau |

|                                              |
| Le M941 Tournai en construction à Concarneau |

## Opérateurs potentiels
- France - Lors d'Euronaval 2022, un partenariat a été signé entre les marines belge, néerlandaise et française pour renforcer leur coopération. En conséquence, la Marine nationale a l'intention de commander six navires basés sur la conception de la classe City pour remplir le rôle de vaisseaux-mères prévus dans le programme de guerre des mines SLAM-F [Système de Lutte Anti-Mines navales Futur][15] en cours[16],[17].